# 慈雲山（中）巴士總站

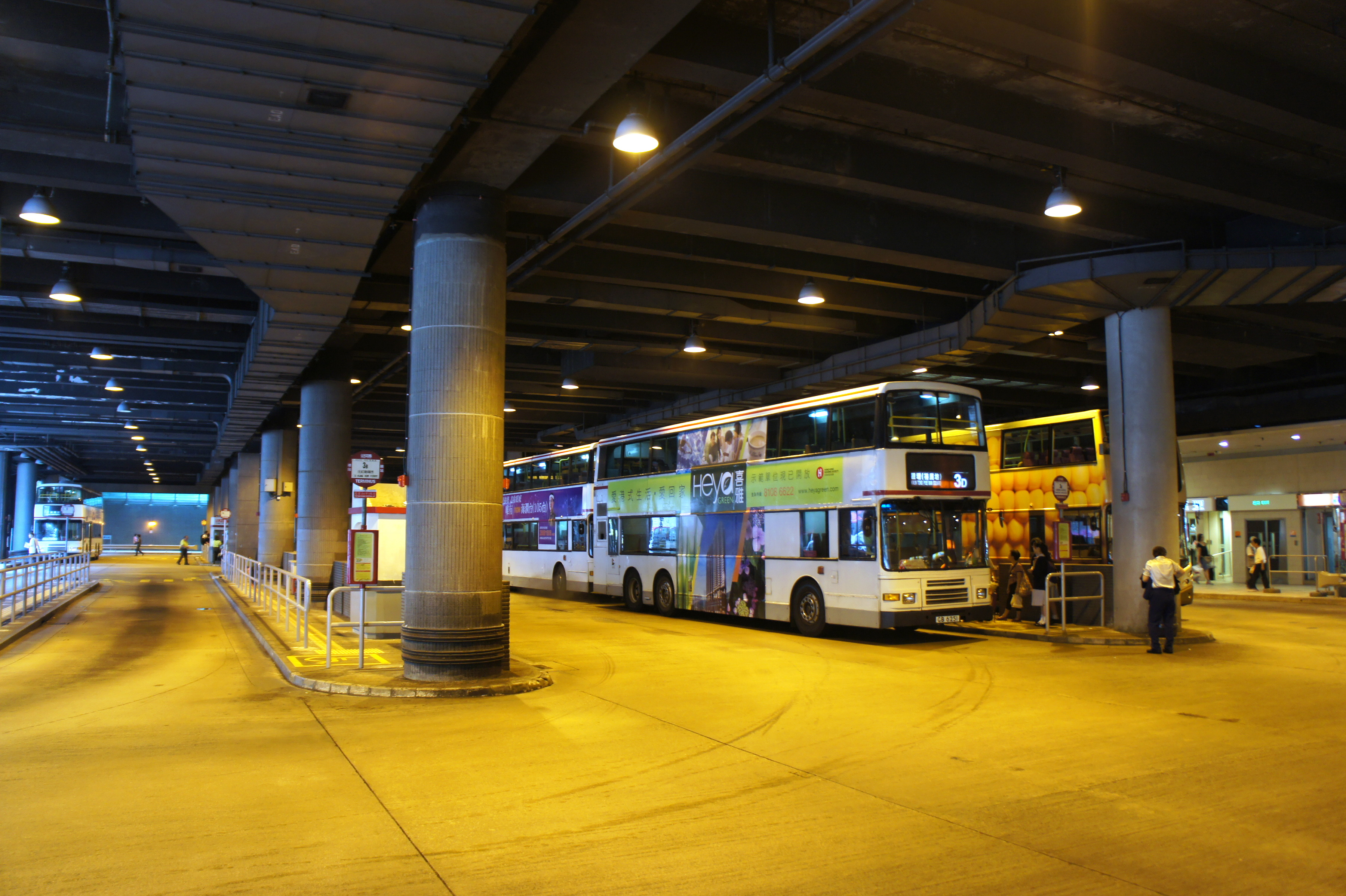
慈雲山（中）巴士總站

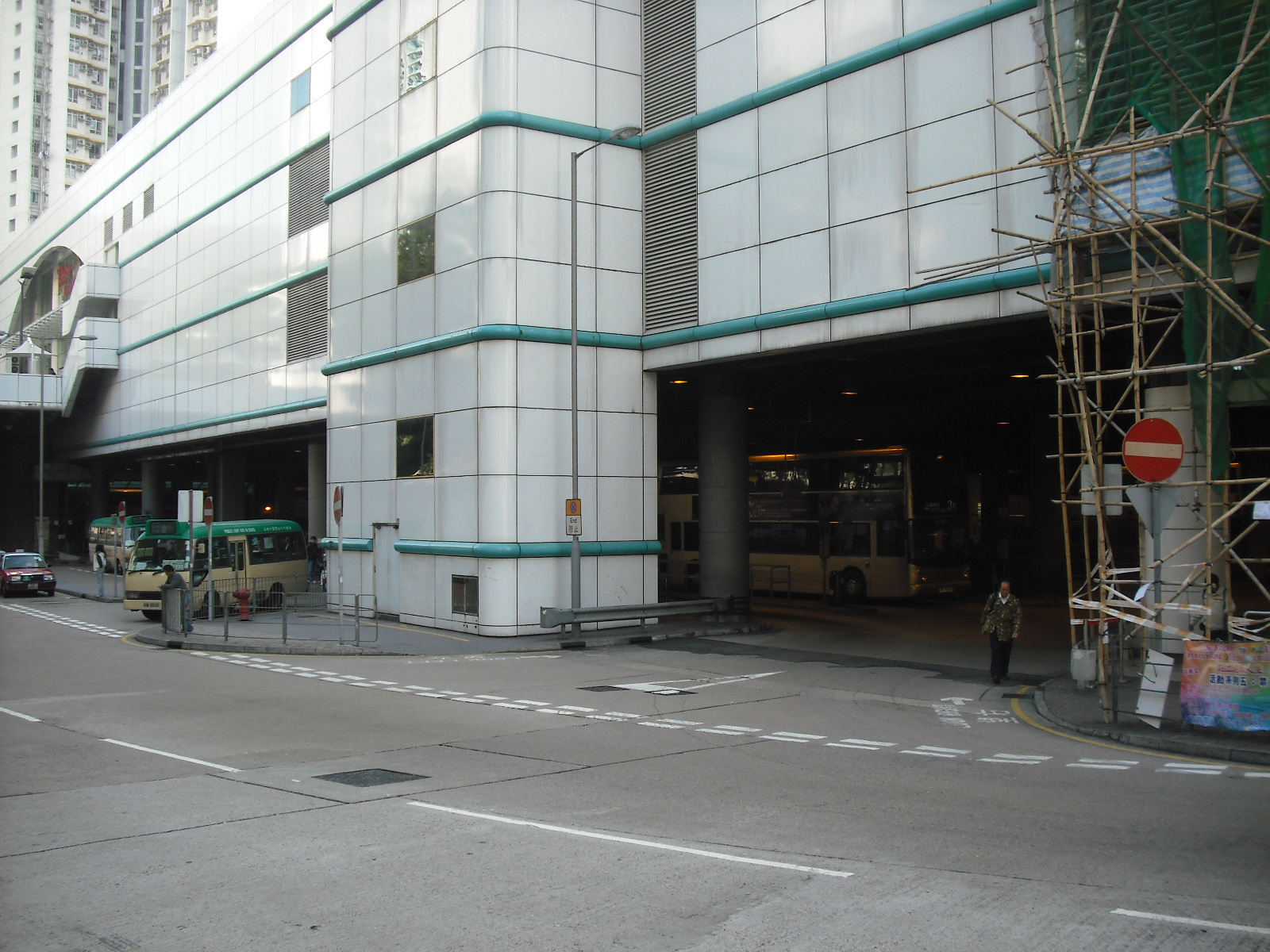
慈雲山中心小巴總站及慈雲山（中）巴士總站出口

慈雲山（中）巴士總站是香港一個坑狀室內巴士總站，位於慈雲山惠華街，與慈雲山中心相連。
由慈雲山（中）出發的巴士路線需途經雲華街，雲華街路程雖短，但斜度達1:8，車長駕車時要十分留神，有時巴士停車再開動需要一段時間。

## 歷史
慈雲山一帶的公共房屋於1990年代重建，並建成5組公屋，即慈愛邨、慈民邨、慈樂邨、慈康邨和慈安苑，而慈雲山中心則於1997年落成，與慈雲山中心相連的慈雲山（中）巴士總站也一併啟用。
慈雲山（中）巴士總站雖是慈雲山3個巴士總站中最遲啟用的一個，但因與各組慈雲山公屋相近，加上居民可在慈雲山中心購物，慈雲山（中）總站遂成為區內最具規模的巴士總站。 

## 總站路線資料（巴士）

### 九龍巴士3B線
- 慈雲山（中） ↔ 紅磡（紅鸞道）

1965年5月17日開辦，途經富山邨、鑽石山、新蒲崗、九龍城、馬頭角、土瓜灣。

### 九龍巴士3D、N3D線
3D
- 慈雲山（中） ↔ 觀塘（裕民坊）

1970年1月3日投入服務，15A線為輔助線。途經牛頭角、彩虹邨、富山，本線另設有特別班次往來觀塘（裕民坊）及慈雲山（南），以方便往來慈雲山及觀塘區的學生，有關特別班次只在星期一至五早上繁忙時間服務。
N3D
- 觀塘（裕民坊） ↔ 慈雲山（中）

### 九龍巴士5C、5P線
5C
- 慈雲山（中） ↔ 尖沙咀碼頭

1972年5月1日投入服務，途經九龍城、紅磡。
5P
- 慈雲山（中） ↔ 尖沙咀碼頭

本線為九龍巴士5C線的輔助路線。

### 過海隧道巴士116線
- 慈雲山（中） ↔ 鰂魚涌（祐民街）

1978年3月16日投入服務，由九巴及新巴聯營，由於本線是來往銅鑼灣及土瓜灣、馬頭圍、九龍城等的主要路線，因此班次相當頻密。

### 過海隧道巴士N116線
- 北角（健威花園） ↔ 慈雲山（中）

## 總站路線資料（專綫小巴）

### 九龍區專線小巴19S線
- 慈雲山中心 ↔ 鑽石山站

### 九龍區專線小巴37B線
- 黃大仙站 ↺ 慈雲山中心

### 九龍區專線小巴73線
- 又一城 ↔ 慈雲山中心

## 途經路線資料（巴士）

### 九龍巴士3C、3X線
3C
- 慈雲山（北） ↔ 中港碼頭

1966年11月25日開辦，途經黃大仙、樂富、九龍塘、旺角、油麻地、佐敦。  
3X
- 慈雲山（北） → 中港碼頭

2016年11月28日投入服務，特快服務，途經慈雲山、富山、新蒲崗後不停站來往旺角、油麻地、佐敦及尖沙嘴，只於平日繁忙時間提供服務。

### 過海隧道巴士302線
- 慈雲山（北） → 上環

1991年7月29日投入服務，由九巴與新巴聯營，途經觀塘繞道、東區海底隧道、東區走廊。

### 過海隧道巴士302A線
- 慈雲山（北） → 北角（健康村）

2013年10月28日投入服務，由九巴與新巴聯營，由慈雲山（北）單向前往北角（健康村）。

### 城巴A23線
- 慈雲山（北） ↔ 機場

於2020年1月6日投入服務。2023年4月29日起，改經富山邨、鑽石山、黃大仙、樂富、九龍塘、石硤尾、深水埗、長沙灣、美孚、荃灣路、青衣北岸公路、青嶼幹線、港珠澳大橋香港口岸及一號客運大樓。

## 途經路線資料（專線小巴）

### 九龍區專線小巴19線
- 新蒲崗（彝倫街） ↔ 蒲崗村道／沙田坳邨

### 九龍區專線小巴19M線
- 鑽石山站 ↔ 慈雲山（沙田坳邨）

### 九龍區專線小巴37A線
- 黃大仙站 ↔ 慈雲山（北）／慈樂邨

## 車坑分佈

### 前半部分
| 車坑分佈（以入口最左邊起計） | 車坑分佈（以入口最左邊起計） | 車坑分佈（以入口最左邊起計） |
| 車坑編號                     | 車坑數目                     | 路線                         |
| ---------------------------- | ---------------------------- | ---------------------------- |
| 1                            | 雙坑                         | 過海隧道巴士302、302A線      |
| 2                            | 三坑                         | 九龍巴士3D、N3D線            |
| 3                            | 單坑                         | 九龍巴士3B線                 |
| 4                            | 單坑                         | 過海隧道巴士116線            |

### 後半部分
| 車坑分佈（以入口最左邊起計） | 車坑分佈（以入口最左邊起計） | 車坑分佈（以入口最左邊起計） |
| 車坑編號                     | 車坑數目                     | 路線                         |
| ---------------------------- | ---------------------------- | ---------------------------- |
| 1                            | 單坑                         | 九龍巴士5C線                 |
| 2                            | 單坑                         | 九龍巴士5P線                 |
| 3                            | 三坑                         | 九龍巴士3C、3X線 城巴A23線   |

### 出口
| 車坑分佈（以入口最左邊起計） | 車坑分佈（以入口最左邊起計） | 車坑分佈（以入口最左邊起計）         |
| 車坑編號                     | 車坑數目                     | 路線                                 |
| ---------------------------- | ---------------------------- | ------------------------------------ |
| 1                            | 西行線                       | 專線小巴19、19M、19S、37A、37B、73線 |